# Siegmar Brecher
Siegmar Brecher (* 23. Oktober 1978) ist ein österreichischer Jazzmusiker (Saxophon, Klarinette, Komposition).

## Leben und Wirken
Brecher studierte nach der Matura zunächst an der Höheren technischen Bundeslehr- und Versuchsanstalt Graz-Gösting Hochbau und Architekturmodellbau, bevor er 2000 das Studium des Jazzsaxophons an der Jazzabteilung der Universität für Musik und darstellende Kunst Graz bei Karlheinz Miklin aufnahm, das er 2007 abschloss. Anfang 2009 absolvierte er den zusätzlichen pädagogischen Studiengang Saxophon-Jazz. Außerdem studierte er 2004/05 an der Musikuniversität Wien bei Klaus Dickbauer sowie 2006 im Rahmen eines Förderstipendiums in New York City bei Dick Oatts.
Nach dem Abschluss seiner Studien arbeitete Brecher als freischaffender Musiker und Musikveranstalter, u. a. als Gründer und Leiter der Konzertreihe Fat Tuesday (2005–2011) und des Festivals der Musikerplattform Jazzwerkstatt Graz (seit 2007). Brecher lebt in Wien. Ab 2011 spielte er (mit dem Gitarristen Julian Pajzs und dem Schlagzeuger Valentin Schuster) im Trio Edi Nulz; ferner gehörte er den Formationen We Love Tuesdays (Album Hector's Tripwire (2008), mit Jan Balaz, Michael Lagger, Reinhold Schmölzer, Valentin Czihak) und The Little Band from Gingerland (Time Out Time, 2012, mit Angela Tröndle, Sophie Abraham, Philipp Kopmajer) an. Aufnahmen entstanden u. a. auch mit Angela Tröndles Mosaik, zu hören auf den Alben Dedication to a City (2007) und Eleven Electric Elephants (2009).

## Diskographische Hinweise
- Siegmar Brecher u.a: Fat Tuesday Presents: Jazzwerkstatt Graz Vol. 1 (Kompilation)